# Heuklafter
Das Heuklafter hatte als Schweizer Mass zwei Bedeutungen. Einmal war es ein Längenmass, das andere Mal ein Volumenmass.

## Längenmass
Das Heuklafter (französisch Toise pour de foin) war ein Längenmass im Schweizer Kanton Neuenburg.
- 1 Heuklafter = 6 Landfuss = 1,75955 Meter
- 1 gewöhnliches Klafter, Toise cummune = 10 Landfuss = 2,93258 Meter
- Luzern: 1 Holz- und Heuklafter = 139,13 Pariser Linien = 314 Millimeter

Der Landfuss ist mit 130 Pariser Linien oder 0,293258 Meter anzusetzen.

## Volumenmass
Auch als Volumenmass wurde der Begriff verwendet und im Kanton Solothurn war
- 1 Heuklafter, auch Werkklafter = 6 Fuss breit, hoch und lang  = 216 Kubikfuss = 6,155 Kubikmeter

Abweichungen:
- Aarwangen: 1 Heuklafter = 6 × 6 × 2,5–3 Fuss
- Burgdorf: 1 Heuklafter = 6 × 6 × 3,5 Fuss
- Wangen: 1 Heuklafter = 6 × 6 × 3–3,5 Fuss
- Bipp: 1 Heuklafter = 6 × 5 × 3,5 Fuss
- Langenthal: 1 Heuklafter = 6 × 5 × 3,5 Fuss